# Sérgio Henrique Ferreira
Sérgio Henrique Ferreira (* 4. Oktober 1934 in Franca, Bundesstaat São Paulo, Brasilien; † 17. Juli 2016 in Ribeirão Preto, Bundesstaat São Paulo) war ein brasilianischer Pharmakologe und Arzt.
Ferreira studierte an der Universität São Paulo (USP) an der Medizinischen Fakultät in Ribeirão Preto. Er forschte dort bei Mauricio Rocha e Silva (dem Entdecker von Bradykinin) in der Pharmakologie. Dort entdeckte er Peptide im Gift der Jararaca-Lanzenotter (Bothrops jararaca), die den Effekt von Bradykinin erheblich verstärkten (Bradykinin Potentiating Factor, BPF). 1968 konnte er in Zusammenarbeit mit Lewis Joel Greene vom Brookhaven National Laboratory die BPF-Peptide genauer charakterisieren und deren Struktur aufklären. Es unterdrückt Angiotensin I Konversion (über das Angiotensin Converting Enzyme, ACE). Das führte schließlich zur Entwicklung der ersten ACE-Hemmer in der Pharmafirma Bristol-Myers Squibb (Captopril).
Anfang der 1970er Jahre war Ferreira in London, wo er mit John R. Vane zusammenarbeitete über die Wirkungsweise von nichtsteroidalen Schmerzmitteln (Analgetika oder NSAID, non steroidal anti-inflammatory drugs), die entzündungshemmend wirken. Er war auch damals an den Untersuchungen von Vane beteiligt, die den Mechanismus von ASS aufklärten (Unterdrückung der Prostaglandin-Synthese durch Cox-Hemmung) und für die dieser den Nobelpreis erhielt. Weiter klärte er die Wirkung von Analgetika wie Metamizol (Novalgin) – sie wirken der Reizung der primären Sinneszellen über die Stickstoffmonoxid-Achse entgegen.
Seine Gruppe klärte auch die Rolle verschiedener Zytokine bei Entzündungen auf.
Ferreira forscht seit 1961 am Institut für Pharmakologie an der Universität von Sao Paulo in Ribeirão Preto, wo er Professor ist.
1983 erhielt Ferreira mit Miguel Ondetti und David Cushman von Squibb den CIBA-Preis für Bluthochdruckforschung und 1995 das Großkreuz des Nationalen Ordens für Wissenschaftliche Verdienste von Brasilien. Weitere Preise waren: Der mexikanische Preis für Wissenschaft und Technologie, der Rheimboldt-Hauptmann Preis der Universität Sao Paulo (2001), der Preis der Third World Academy of Science, der Péter Murányi Preis (2002) sowie 2008 der Prinz-Mahidol-Preis. Ferreira ist auswärtiges Mitglied der National Academy of Sciences, Mitglied der Brasilianischen Akademie der Wissenschaften und des Brasilianischen Rats für Wissenschaft und Technologie. Er ist Gründer und ehemaliger Präsident der Brasilianischen Gesellschaft für Pharmakologie und Therapeutika und der Brasilianischen Gesellschaft für den Fortschritt der Wissenschaft (SBPC).

## Schriften
- Ferreira A Bradykinin Potentiating Factor (BPF) present in the venom of Bothrops Jararaca, British J. Pharmacology Chemotherapy, 24. Februar 1965, S. 163–169, PMC 1704050 (freier Volltext)
- Ferreira, Moncada, Vane Prostaglandins and the mechanism of analgesia produced by aspirin like drugs, British J. Pharmacology, Band 49, 1973, S. 86–97
- Ferreira Prostaglandins, aspirin-like drugs and analgesia, Nature New Biology, Band 240, 1972, S. 200–203.
- Ferreira, M. Nakamura II-Prostaglandins hyperalgesia: the peripheral analgesic activity of morphine, enkephalins and opioid antagonists, Prostaglandins, Band 18, 1979, S. 191–200.
- Ferreira u. a. Interleukin-1b as a potent hyperalgesic agent antagonized by a tripeptide analogue, Nature, Band 334, 1988, S. 698–700
- Ferreira u. a. The molecular mechanism of action of peripheral morphine analgesia: stimulation of cGMP system via nitric oxide release, European Journal of Pharmacology, Band 201, 1991, S. 121–122.
- Ferreira, Lorenzetti, S. Poole Bradykinin initiates cytokine mediated inflammatory hyperalgesia, Brazilian Journal of Pharmacological Sciences, Band 110, 1993, S. 1227–1231
- Ferreira, B. B. Lorenzetti Glutamate spinal retrograde sensitization of primary sensory neurons associated with nociception, Neuropharmacology, Band 33, 1994, S. 1479–1485, PMID 7532832